# Claude Matthews

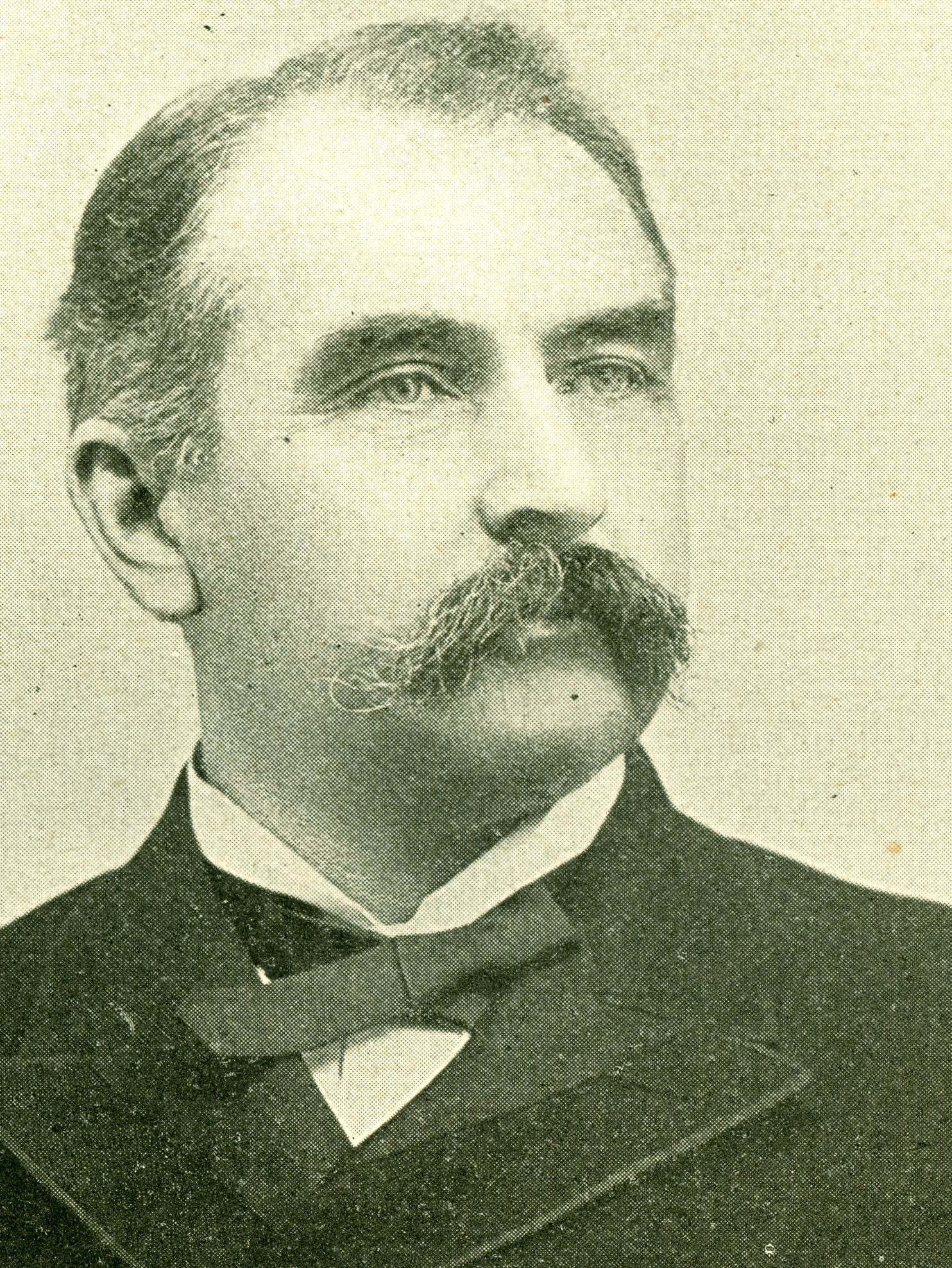
Claude Matthews

Claude Matthews (* 14. Dezember 1845 in Bethel, Bath County, Kentucky; † 28. April 1898 im Vermillion County, Indiana) war ein US-amerikanischer Politiker und von 1893 bis 1897 der 23. Gouverneur des Bundesstaates Indiana.

## Frühe Jahre und politischer Aufstieg
Claude Matthews besuchte bis 1867 das Centre College in Kentucky. Zwei Jahre später zog er in das Vermillion County in Indiana, wo er ein erfolgreicher Farmer und Viehzüchter wurde. Matthews war Mitglied der Demokratischen Partei. Im Jahr 1876 wurde er für eine Legislaturperiode in das Repräsentantenhaus von Indiana gewählt. 1882 scheiterte ein Versuch, in den Staatssenat einzuziehen. Matthews fungierte zwischen 1891 und 1893 als Secretary of State von Indiana und gewann 1892 die Gouverneurswahl gegen den republikanischen Amtsinhaber Ira Joy Chase.

## Gouverneur von Indiana
Matthews trat sein neues Amt am 9. Januar 1893 an. In seiner Amtszeit trat er entschieden gegen Pferderennen und das Preisboxen ein. In jener Zeit gab es Bestrebungen, solche Unternehmungen zu organisieren. Diese stießen auf den entschiedenen Widerstand des Gouverneurs. Anlässlich eines gewalttätigen Streiks im Kohlebergbau setzte der Gouverneur die Nationalgarde zur Erhaltung der Ordnung und Niederschlagung des Streiks ein.
Nach dem Ende seiner Amtszeit am 11. Januar 1897 widmete sich Matthews wieder seinen landwirtschaftlichen Tätigkeiten. Er starb nur ein Jahr später im April 1898 an den Folgen eines Schlaganfalls. Claude Matthews war mit Martha Rennick Whitcomb verheiratet, mit der er drei Kinder hatte.